# سارا ماكلولين ميتشيل
سارا ماكلولين ميتشيل (بالإنجليزية: Sara McLaughlin Mitchell)‏ هي عالمة سياسة أمريكية، ولدت في 28 يونيو 1969.

## وصلات خارجية
- الموقع الرسمي